# Siriano
El siriano és una llengua del grup oriental de les llengües tucanes. És parlada al llarg dels rius Paca i Viña departament de Vaupés (Amazònia de Colòmbia), per 220 sirianos d'un total de 750 individus.

## Fonologia

### Vocals
|         | Anterior | Central | Posterior |
| ------- | -------- | ------- | --------- |
| Tancada | i i      | ɨ ɨ     | u u       |
| Mitjana | e e      |         | o o       |
| Oberta  |          | a a     |           |

### Consonants
|            |            | Bilabial | Dental | Palatal | Velar | Glotal |
| ---------- | ---------- | -------- | ------ | ------- | ----- | ------ |
| Oclusives  | Sordes     | p p      | t t    |         | k k   |        |
| Oclusives  | Sonores    | b b      | d d    |         | g g   |        |
| Fricatives | Fricatives |          | s s    |         |       | h h    |
| Africades  | Sordes     |          |        | c t͡ʃ    |       |        |
| Africades  | Aspirades  |          |        | j d͡ʒ    |       |        |
| Líquides   | Líquides   |          | r r    |         |       |        |
| Semivocal  | Semivocal  | w w      |        |         |       |        |